# نیروگاه برق مجازی

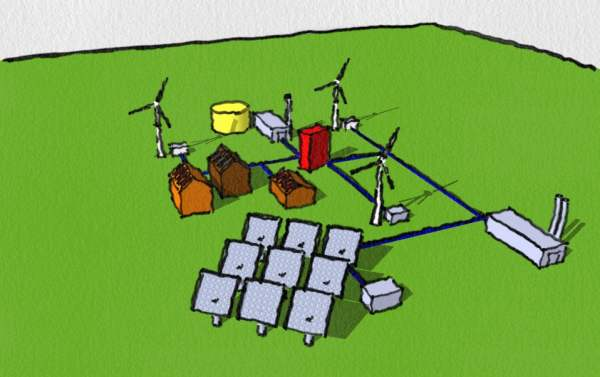
تصویر شماتیک از نیروگاه برق مجازی

نیروگاه برق مجازی (انگلیسی: Virtual power plant) دستگاه‌های تولید پراکنده همانند میکرو سی اچ پی، انرژی بادی، نیروگاه‌های برق‌آبی کوچک، تولیدکننده‌های الکتریسیته به کمک انرژی‌های تجدید پذیر و مانند آن است که همگی به وسیله یک بخش کنترل مرکزی با هم اداره می‌شود. این نیروگاه مزایای زیادی همانند توانایی تحویل برق تولیدی با واکنش سریع نسبت به بار پیک را دارد.